# Polizeirevier Hill Street
Polizeirevier Hill Street (Originaltitel: Hill Street Blues) ist eine US-amerikanische Polizeiserie der 1980er-Jahre.
Die Erstausstrahlung fand 1981 statt. Bis 1987 wurden 146 Folgen gedreht (Erstausstrahlung in Deutschland ab 1985). Trotz großen Kritikerlobes und zahlreicher Auszeichnungen waren die Einschaltquoten nie besonders hoch. Einige innovative Ideen der Serie hatten großen Einfluss auf andere nordamerikanische Fernsehserien wie New York Cops – NYPD Blue und Emergency Room – Die Notaufnahme, zugleich gilt die Serie als eine der Pionierserien des sogenannten Quality TV.

## Konzept
Die beiden Autoren Steven Bochco und Michael Kozoll bekamen große künstlerische Freiheit, die sie zu einem Zusammenspiel neu aufkommender Filmkonzepte nutzten:
- Jede Episode bestand aus mehreren untereinander verknüpften Handlungsfäden, die innerhalb der Folge oder manchmal über mehrere Folgen hinweg aufgelöst wurden.
- Ein wichtiges Motiv war der Konflikt zwischen Arbeit und Privatleben der einzelnen Akteure. Ebenso stand der Konflikt der Polizeiarbeit zwischen „dem, was richtig ist“ und „dem, was funktioniert“ im Brennpunkt.
- Naheinstellungen, schnelle Handlungswechsel und außerhalb des Bildes gesprochene Dialoge gaben den Filmen einen „dokumentarischen“ Charakter.
- Im Mittelpunkt standen Alltagsfälle, die Figuren verwendeten Alltagssprache in einem bis dahin ungewohnten Maß

Viel Spannung entstand durch gegensätzliche Charaktere, beispielsweise durch
- den weißen Südstaatler Andrew J. „Cowboy“ Renko und den schwarzen Städter Bobby Hill,
- den Pazifisten Lt. Henry Goldblum und den militaristischen Leiter der Sondereinheit Lt. Howard Hunter,
- den ruhigen, souveränen Innendienst-Veteranen Phil Esterhaus und den nervösen, schmuddligen Field-Detective Mick Belker,
- die ruhige, starke und feminine Polizistin Lucy Bates und ihren Macho-Streifenpartner Joe Coffey,
- den gelassenen und ausgeglichenen Revierchef Frank Furillo und die aufgedrehte Strafverteidigerin Joyce Davenport, mit der er eine (heimliche) Liebesbeziehung hatte.

## Besetzung
Die erste Synchronfassung der Serie wurde bei der Deutschen Synchron in Berlin nach Dialogbüchern von Michael Richter und unter der Dialogregie von Edgar Ott erstellt. Eine zweite Synchronfassung entstand bei der Video+Sound in Hamburg, für die unter anderem Thomas Kinne Rohübersetzungen verfasste.
| Rollenname                             | Schauspieler       | Deutsche Synchronstimme                                         |
| -------------------------------------- | ------------------ | --------------------------------------------------------------- |
| Capt. Francis X. (Frank) Furillo       | Daniel J. Travanti | Horst Stark (1. Fassung) Henry König (2. Fassung)               |
| Fay Furillo                            | Barbara Bosson     | Uta Hallant (1. Fassung) Heidi Schaffrath (2. Fassung)          |
| Sgt. Philip Freemason (Phil) Esterhaus | Michael Conrad     | Arnold Marquis (1. Fassung) Lothar Grützner (2. Fassung)        |
| Officer Robert Eugene (Bobby) Hill     | Michael Warren     | Uwe Paulsen                                                     |
| Officer Andrew Jackson (Andy) Renko    | Charles Haid       | Andreas Mannkopff (1. Fassung) Eckart Dux (2. Fassung)          |
| Joyce Davenport                        | Veronica Hamel     | Almut Eggert (1. Fassung) Gabriele Libbach (2. Fassung)         |
| Det. Michael (Mick) Belker             | Bruce Weitz        | Frank Glaubrecht (1. Fassung) Manfred Reddemann (2. Fassung)    |
| Lt. Ray Calletano                      | Rene Enriquez      | Friedrich G. Beckhaus (1. Fassung) Harald Halgardt (2. Fassung) |
| Det. Johnny (J. D.) LaRue              | Kiel Martin        | Jürgen Kluckert (1. Fassung) Eberhard Haar (2. Fassung)         |
| Det. Neal Washington                   | Taurean Blaque     | Manfred Lehmann (1. Fassung) Achim Schülke (2. Fassung)         |
| Lt. Howard Hunter                      | James B. Sikking   | Heinz Petruo (1. Fassung) Holger Mahlich (2. Fassung)           |
| Sgt./Lt. Henry Goldblum                | Joe Spano          | Wolfgang Ziffer (1. Fassung) Andreas von der Meden (2. Fassung) |
| Officer/Sgt. Lucille (Lucy) Bates      | Betty Thomas       | Marianne Lutz (1. Fassung) Isabella Grothe (2. Fassung)         |
| Officer Joe Coffey                     | Ed Marinaro        | Sascha Draeger                                                  |
| Officer Leo Schnitz                    | Robert Hirschfeld  | –                                                               |
| Sgt. Stan Jablonski                    | Robert Prosky      | Gottfried Kramer                                                |
| Lt. Norman Buntz                       | Dennis Franz       | –                                                               |
| Det. Patsy Mayo                        | Mimi Kuzyk         | –                                                               |
| Det. Harry Garibaldi                   | Ken Olin           | –                                                               |
| Officer Patrick Flaherty               | Robert Clohessy    | Reent Reins                                                     |
| Officer Tina Russo                     | Megan Gallagher    | –                                                               |

## Kritik
„[...] «Hill Street Blues», die erste «moderne» Serie. Die Figuren waren vielschichtig, sie hatten eine Geschichte, eine Erinnerung, ein Privatleben. Die Bildsprache, rauh und verwackelt, hatte etwas Voyeuristisches, und vor allem wurde die Geschichte nicht mehr wie bisher in einer, sondern in mehreren Folgen erzählt. Kritiker verglichen Bochcos verschachtelt-fortlaufende Erzähltechnik mit Charles Dickens’ Romanen. Trotz chronisch schlechten Quoten inspirierte «Hill Street Blues» große Produktionen wie «Twin Peaks» oder «Lost».“

„[...] Sie zeigt Alltag und Arbeit in einem amerikanischen Polizeirevier ehrlicher und realistischer als ein Dutzend bekannter Filme mit ihren Klischees.“

## Zusatzinformationen
Die Serie wurde großenteils in Los Angeles gedreht, spielt aber eher in einer nördlichen US-Großstadt. Viele Außenaufnahmen sind in Chicago gedreht worden und auch das Polizeirevier ist die ehemalige Maxwell Street Police Station in Chicagos West Side. Ebenso weist die Lackierung der Polizeiautos auf Chicago hin.
Der Name der Serie leitete sich vom Hill District in Pittsburgh, Pennsylvania, ab, mit dem Autor Steven Bochco Erinnerungen an seine Collegezeit verband.
Die Titelmelodie der Serie schrieb der erfolgreiche Fernsehkomponist Mike Post und der Hill Street Blues, aufgenommen mit Larry Carlton, erreichte sogar Platz 10 der Hitparade in den USA und Platz 22 in Großbritannien.
Gleich zwei Akteure der Serie verstarben während der Produktionszeit: Michael Conrad starb mit 58 Jahren an Krebs, Dominique Dunne wurde mit nur 22 Jahren von ihrem Ex-Freund erwürgt.
Basierend auf dem Handlungsstrang der Serie veröffentlichte die Softwarefirma Krisalis 1991 ein Computerspiel gleichen Namens, in dem der Spieler sich in der Rolle des Wachleiters der Polizeistation wiederfand. Zu den Aufgaben des Spielers gehörten die Planung der Streifengänge der einzelnen Polizisten im Einzugsbereich der Wache und damit eine Eindämmung der Kriminalitätsrate. Stattfindende Verbrechen mussten umgehend gemeldet, der Täter dingfest gemacht und anschließend vor Gericht gebracht werden. Blieben kleinere Delikte wie beispielsweise Taschendiebstahl ungeahndet, so eskalierte die Situation im entsprechenden Bereich schnell, bis hin zu Morden am helllichten Tag und auf offener Straße.